# Pierre Lewden

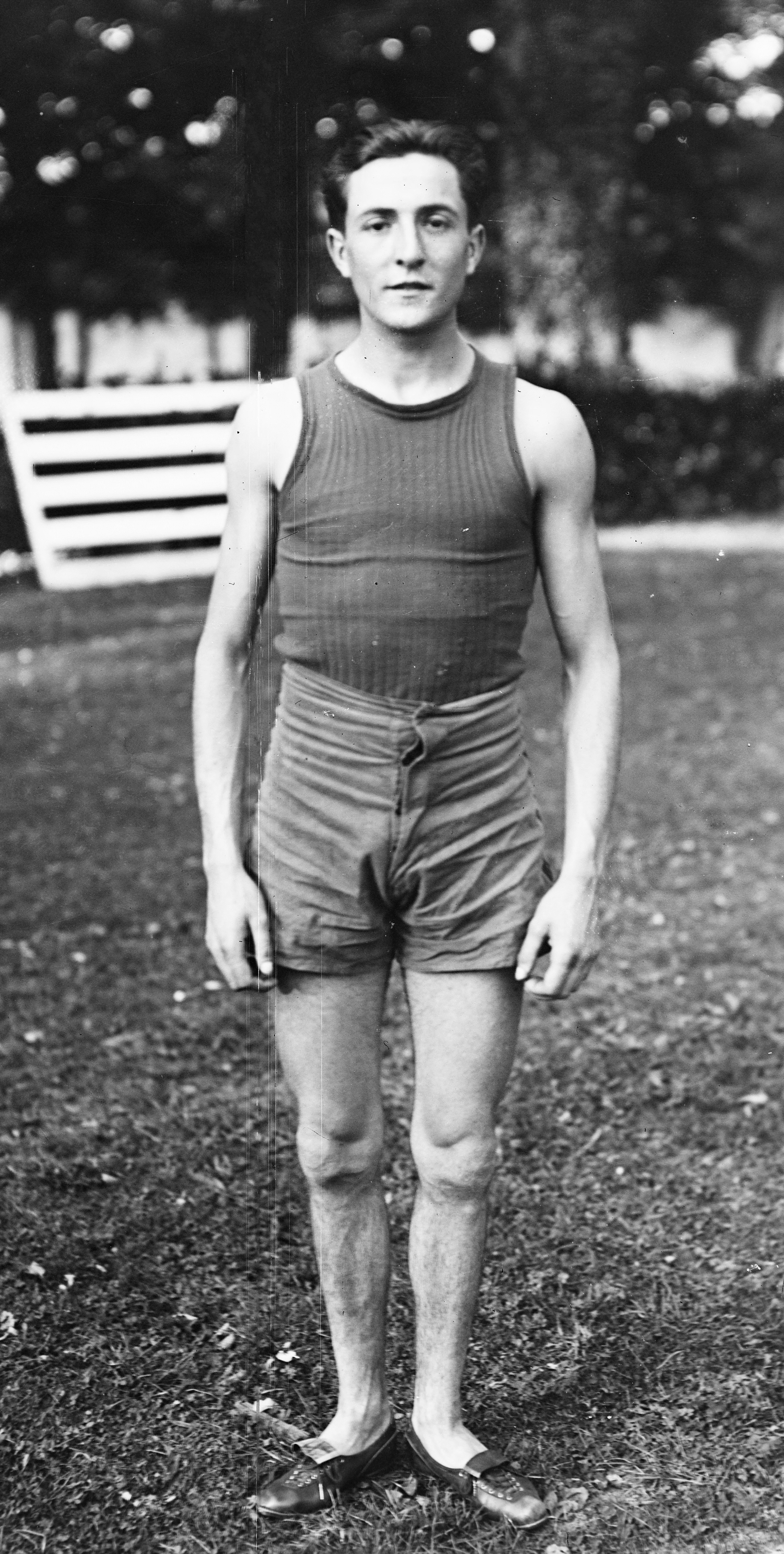
Pierre Lewden 1920

Pierre Lewden (* 21. Februar 1901 in Libourne; † 30. April 1989 in Montberthault) war ein französischer Leichtathlet, der sich auf den Hochsprung spezialisiert hatte. Er startete für den Pariser Verein Stade français, war 1,67 m groß und 64 kg schwer. 

## Leistungen
Lewden war fünffacher französischer Meister im Hochsprung; darüber hinaus gewann er auch zwei britische Meisterschaften (1922 und 1923). Er sprang vier französische Rekorde, wobei die am 30. August 1925 in Stockholm gesprungenen 1,95 m zwanzig Jahre lang unübertroffen blieben. 
Zwischen 1920 und 1929 wurde er insgesamt 25 mal in die Nationalmannschaft berufen. 
Er nahm an drei Olympischen Spielen teil: 1920 in Antwerpen, 1924 in Paris und 1928 in Amsterdam. In Antwerpen kam er mit übersprungenen 1,80 m auf Platz sieben, wobei er von einer Podestplatzierung zehn Zentimeter entfernt war. Wesentlich besser lief es für ihn vor heimischem Publikum in Paris, wo er mit einem Sprung über 1,92 m die Bronzemedaille hinter den US-Amerikanern Harold Osborn (Gold mit 1,98 m) und Leroy Brown (Silber mit 1,95 m) gewann. Hätte er diese Leistung vier Jahre später in Amsterdam Silber wiederholen können, hätte er Silber gewonnen. Er kam jedoch nur über 1,88 m und beendete den Wettkampf auf Platz sieben.  
Lewden konnte sich fünfmal unter den Top Ten der Weltbestenliste platzieren:
- 1921: Platz 9 mit 1,89 m, gesprungen am 21. August in Auxerre
- 1922: Platz 7 mit 1,90 m, gesprungen am 29. Juli in London
- 1923: Platz 3 mit 1,93 m, gesprungen am 7. Juli in London
- 1924: Platz 3 mit 1,93 m, gesprungen am 2. August in Glasgow
- 1925: Platz 6 mit 1,95 m, gesprungen am 30. August in Stockholm.